# Bananas Foster
Il Bananas Foster è un dessert statunitense originario di New Orleans.

## Storia
Il piatto venne ideato nel 1951 nel ristorante Brennan's di New Orleans da Ella Brennan e dallo chef del locale Paul Blangé durante un periodo in cui la città della Louisiana era divenuta un importante centro per l'importazione di banane dall'America meridionale. Il Bananas Foster prende il nome da Richard Foster, il presidente della Commissione per la criminalità di New Orleans che era amico del proprietario del ristorante Owen Brennan.

## Ingredienti
Il Bananas Foster è un dolce a base di banane, gelato alla vaniglia e una salsa caramellata contenente burro, zucchero di canna, cannella, rum scuro e liquore alla banana che viene sottoposta a cottura flambé. Il dolce può essere accompagnato ad altri alimenti fra cui panna montata e vari tipi di frutta a guscio (noci, noci pecan, ecc.) Può anche fungere da ripieno per le crespelle.